# إصبعية (محار)
الإصبعية جنس من ذوات الصدفتين ينتمي إلى فصيلة Vulsellidae. أعطانها تمتد من البحر الأحمر إلى المحيط الهندي فبحار الصين. أصدافها مستطيلة الشكل قريبة الشبه بالأصابع ليست متساوية المصاريع أعشيتها الداخلية لؤلؤية المادة تكثر فيها الزرقة الخضراء المُوَاج. تعيش كامل حياتها على الإسفنج.